# نورمان ماكميلان
نورمان ماكميلان هو سياسي كندي، ولد في 14 ديسمبر 1947 في Buckingham, Quebec ‏ في كندا. نشط حزبياً في حزب كيبيك الليبرالي. وقد انتخب Special adviser ‏.